# Anomis luperca
Anomis luperca là một loài bướm đêm trong họ Erebidae.